# Empoasca deluda
Empoasca deluda är en insektsart som beskrevs av Delong 1931. Empoasca deluda ingår i släktet Empoasca och familjen dvärgstritar. Inga underarter finns listade i Catalogue of Life.